# نيلة إسفينية
نيلة إسفينية (الاسم العلمي: Indigofera cuneata) هو نوع من النباتات يتبع جنس النيلة من الفصيلة البقولية.